# Erich Natusch
Erich Friedrich Wilhelm Natusch (23 de fevereiro de 1912 — 11 de março de 1999) foi um velejador alemão, medalhista olímpico. Ele competiu nos Jogos Olímpicos de Verão de 1952 na classe Dragon e conquistou a medalha de bronze, ao lado de Theodor Thomsen e Georg Nowka.
Em 1942, Natusch fez parte da tripulação que conquistou o campeonato alemão na classe de 6 Metre junto com Theodor Thomsen. Após a Segunda Guerra Mundial, Natusch continuou a fazer parte da tripulação de Thomsen. Ele foi premiado com a Silver Laurel Leaf em 27 de outubro de 1952.